# 조난자들
"조난자들"은 2014년에 개봉한 대한민국의 영화이다.

## 캐스팅
- 전석호 : 상진 역
- 오태경 : 학수 역
- 최무성 : 경찰 역
- 한은선 : 유미 역
- 김다흰 : 양아치 1 역
- 박동욱 : 양아치 2 역
- 조병철 : 양아치 3 역
- 임형국 : 남자 1 역
- 김욱 : 남자 2 역
- 신운섭 : 슈퍼주인 역
- 박봉서 : 군복할아버지 역
- 김곽경희 : 학수이모 역
- 엄태옥 : 택시기사 역
- 임왕섭 : 경비복남 역
- 탁성준 : 막걸리남 역
- 이란희 : 막걸리녀 역
- 임지현 : 기자 1 역
- 최영환 : 기자 2 역
- 이성수 : 기자 3 역
- 김아림 : 아나운서 역
- 나민주 : 학수이모부 역